# Julian Clarke
Julian Clarke (* 3. September 1977 in Vancouver) ist ein kanadischer Filmeditor.

## Leben
2000 schloss Clarke sein Studium an der University of British Columbia ab und begann danach, von Vancouver aus hauptsächlich als Filmeditor zu arbeiten. Für den Kurzfilm Canadian Zombie übernahm er 2002 allerdings auch die Regie und das Schreiben des Drehbuchs.
Als Editor arbeitete er zunächst für eher unbekanntere Filme und zahlreiche Kurzfilme. Für einige Projekte arbeitete er mit Regisseur Carl Bessai zusammen, darunter der Film Emile aus dem Jahr 2003, in dem Ian McKellen die Hauptrolle übernahm, und Unnatural & Accidental, für den Clarke 2007 einen Leo Award für den besten Schnitt gewann. Auch Bessais Zombiefilm Severed – Forest of the Dead und die Videospielverfilmung Postal des umstrittenen deutschen Regisseurs Uwe Boll gehören zu Clarkes Arbeiten.
Einen großen Erfolg konnte Clarke mit dem Science-Fiction-Film District 9 von Regisseur Neill Blomkamp verbuchen. Bei der Oscarverleihung 2010 war er in der Kategorie Bester Schnitt für einen Oscar nominiert. Auch bei den BAFTA Awards, den Satellite Awards, den Online Film Critics Society Awards und den Eddie Awards der American Cinema Editors erhielt er Nominierungen für seine Leistung.

## Filmografie (Auswahl)
- 2003: Emile
- 2005: Severed – Forest of the Dead (Severed)
- 2006: Unnatural & Accidental
- 2007: Postal (Postal – The Movie)
- 2009: District 9
- 2010: Whistleblower – In gefährlicher Mission (The Whistleblower)
- 2011: The Thing
- 2013:  Elysium
- 2015: Project Almanac
- 2015: Chappie
- 2016: Deadpool
- 2018: Skyscraper
- 2019: Terminator: Dark Fate
- 2021: Red Notice
- 2025: From the World of John Wick: Ballerina